# Epibryon perrumpens
Epibryon perrumpens är en svampart som beskrevs av Döbbeler 1982. Epibryon perrumpens ingår i släktet Epibryon och familjen Pseudoperisporiaceae.   Inga underarter finns listade i Catalogue of Life.